# Диксон, Изобел
Изобел Диксон (англ. Isobel Dixon; род. 1969, Умтата) — южноафриканская поэтесса, пишет на английском языке.

## Биография
Одна из пяти дочерей настоятеля собора и университетской преподавательницы. Выросла в Грааф-Рейнет. Изучала английскую литературу в Стелленбосе, затем в Эдинбурге. Получила степень магистра по английской литературе и прикладной лингвистике. Живёт в Кембридже, работает литературным агентом в Лондоне, постоянно бывает в ЮАР. Переводит прозу с языка суахили.

## Книги стихов
- The Prems Adventures (1999, SANLAM Award for Poetry, по рукописи)
- Weather eye (2001, премия Оливии Шрейнер)
- A fold in the map (2007)
- The Tempest Prognosticator (2011)

## Признание
Премия Оксфэм (2004). Стихи включены в представительные антологии южноафриканской поэзии, переведены на немецкий, голландский, турецкий, иврит.